# Amira al-Tawil
Prinsessan Amira al-Tawil (arabiska: أميرة الطويل), född 6 november 1983 i Riyadh, är prinsessa av Saudiarabien. Hon har varit gift med affärsmannen och prinsen al-Walid bin Talal, genom vars stiftelse hon bedriver humanitär verksamhet. Hon stödjer bland annat olika kvinnoprojekt och förespråkar ökad självständighet för kvinnor samt legalisering av kvinnlig bilkörning i Saudiarabien.